# لوئی ریشارده
لوئی ریشارده (فرانسوی: Louis Richardet‎؛ ۱۷ مهٔ ۱۸۶۴ – ۱۴ ژانویهٔ ۱۹۲۳) تیرانداز اهل سوئیس بود.